# 阿佐ヶ谷家劇場
阿佐ヶ谷家劇場（あさがやけげきじょう）は、東京都杉並区にあるライブハウス。運営は合同会社モコ・プロ。

## 概要
阿佐ヶ谷の住宅街の中にあり、「阿佐ヶ谷家」と大書された看板のため家系ラーメンの店と勘違いされることがある。近所に住んでいたタイタンの太田光代社長も家系ラーメンの店だと思っていたと吉田豪とのトークショーで語っている。
元々はモコ・プロ代表の「わぽ」こと石阪勝久が自らプロデュースするアイドルグループ「阿佐ヶ谷家」の専用劇場として2013年4月14日にオープン。週6回の公演を行っていたが、人気メンバーの休養により集客が落ちたこともあり同年9月16日に離散（解散）。
その後はしばらく使われていなかったが、2014年1月営業を再開。2月より爆音少女症候群が定期カウンセリング（定期公演）を行う。
眉村ちあきは、2016年4月5日初めて訪れた際に「ここじゃないよねぜったい」とツイートしている。所属していたStar-Bright★REX解散後、阿佐ヶ谷家劇場をホームとしつつフリーで活動していたが、2017年12月、眉村と石阪により「株式会社 会社じゃないもん」を設立。
オープンして5年を経て、音響や照明の劣化が目立つようになり、新機材の導入を目的として、2018年12月29・30日に「スモークフェス×スノーフェス」を開催した。
タワレコTV「南波一海のアイドル三十六房 年忘れ!R-グランプリ 2019」にて、ベストパフォーマンス部門（嶺脇育夫が選ぶ番組に貢献した人物・団体に送られる賞）を「阿佐ヶ谷家御一同様」が受賞、2020年1月9日の番組内にてトロフィーが代表して石阪と阿佐ヶ谷家劇場をホームとして活動している小日向由衣・桐原ユリに授与された。
2021年12月18日、モコプロから新人タレント、幸せはとねがデビュー。